# 안함
안함(安含, 578년 ~ 640년)은 신라의 승려이다. 진평왕 때(600년)에 중국으로 가다가 되돌아왔으며, 이듬해 중국 대흥사에 머무르다가 돌아와 황룡사에 머물렀다. 《전단향화성광묘녀경》을 번역하고, 《참서》와 《동도성립기》(東都成立記)를 저술하였다. 안홍(安弘)이라고도 한다.

## 같이 보기
- 안함로

## 참고 문헌
- 《삼국유사》
- 《해동고승전》, 각훈 선(選), 이병훈 역, 을유문화사, 1975년.